# Dolicheremaeus robustus
Dolicheremaeus robustus är en kvalsterart som beskrevs av Sandór Mahunka 1973. Dolicheremaeus robustus ingår i släktet Dolicheremaeus och familjen Tetracondylidae. Inga underarter finns listade i Catalogue of Life.